# Jaroslav Trojan
Jaroslav Trojan (8. listopadu 1922 Ostrov – 1. srpna 1970) byl český a československý politik Komunistické strany Československa a poúnorový poslanec Národního shromáždění ČSSR a Sněmovny lidu Federálního shromáždění.

## Biografie
V letech 1956–1963 byl tajemníkem Krajského výboru KSČ v jižních Čechách a poté do roku 1968 vedoucím tajemníkem jihočeského Krajského výboru KSČ.
13. sjezd KSČ ho zvolil za člena Ústředního výboru Komunistické strany Československa. K roku 1968 se zmiňuje coby odborný referent z volebního obvodu Prachatice.
Ve volbách roku 1964 byl zvolen za KSČ do Národního shromáždění ČSSR za Jihočeský kraj. V Národním shromáždění zasedal až do konce volebního období parlamentu v roce 1968.
Po federalizaci Československa usedl roku 1969 do Sněmovny lidu Federálního shromáždění (volební obvod Prachatice), kde setrval do své smrti v srpnu 1970. V oficiální posmrtné vzpomínce ve Federálním shromáždění se o něm uvádí, že „v kritickém období let 1968 a 1969, jako věrný člen Komunistické strany Československa, bojoval nekompromisně proti všem kontrarevolučním a protisocialistickým silám.“ Zemřel tragicky po těžké dopravní nehodě při převozu do českokrumlovské nemocnice.